# Linia kolejowa Asti – Genua
Linia kolejowa Asti-Genua – państwowa włoska linia kolejowa, która łączy Asti z Genuą i port, przez Acqui Terme.
Zarządzanie infrastrukturą i urządzeń kolejowych jest realizowane przez RFI SpA, spółka zależna od Ferrovie dello Stato, które kwalifikuje tę linię jako uzupełniającą.